# Johanna Baumgartner
Pour les articles homonymes, voir Baumgartner.
Johanna Baumgartner, née le 4 octobre 1960, est une coureuse de fond allemande spécialisée en course en montagne. Elle a remporté la médaille de bronze lors du Trophée européen de course en montagne 1999 et est triple championne d'Allemagne de course en montagne.

## Biographie
Johanna fait ses débuts en compétition sur le tard. Elle s'illustre dans la discipline de course en montagne. Elle remporte la médaille de bronze aux championnats d'Allemagne de course en montagne en 1990 à Isny. En 1993, elle s'impose à la course de montagne du Hochfelln. Lors du Trophée européen de course en montagne 1995 à Valleraugue, elle termine la course en trombe mais rate le podium pour quelques secondes derrière Carolina Reiber.
Le 29 septembre 1996, elle remporte pour la troisième fois la victoire au Hochfelln et devient ainsi championne d'Allemagne de course en montagne,.
Elle connaît une excellente saison 1999. Le 22 mai, elle remporte la médaille bronze sur 10 000 mètres lors des championnats nationaux à Leinfelden en courant 34 min 35 s 49. Le 12 juin, elle décroche son troisième titre de championne d'Allemagne de course en montagne en battant le record de la course de montagne du Schauinsland. Le 4 juillet lors du Trophée européen de course en montagne à Bad Kleinkirchheim, elle effectue une excellente course et termine au sprint pour décrocher la troisième marche du podium. Elle remporte la médaille d'argent par équipes avec Gudrun de Pay et Romy Lindner.

## Palmarès

### Course en montagne
| no  | féminin            | Course                                         | Longueur | Départ            | Temps           |
| --- | ------------------ | ---------------------------------------------- | -------- | ----------------- | --------------- |
|     | Médaille d'or      | Course de montagne du Hochfelln                | 8,9 km   | 3 octobre 1993    | 53 min 11 s     |
| 4e  | 4e                 | Trophée européen de course en montagne         | 10 km    | 15 juillet 1995   | 1 h 7 min 50 s  |
|     | Médaille d'or      | Course de montagne du Hochfelln                | 8,9 km   | 1er octobre 1995  | 54 min 54 s     |
|     | Médaille d'or      | Championnats d'Allemagne de course en montagne | 8,9 km   | 29 septembre 1996 | 54 min 6 s      |
|     | Médaille d'or      | Championnats d'Allemagne de course en montagne | 7 km     | 17 mai 1997       | 47 min 10 s     |
| 79e | Médaille d'or      | Course de montagne du Kitzbüheler Horn         | 12,9 km  | 24 août 1997      | 1 h 15 min 31 s |
|     | Médaille de bronze | Course de montagne du Danis                    | 10,4 km  | 12 juillet 1998   | 50 min 42 s     |
|     | Médaille d'or      | Championnats d'Allemagne de course en montagne | 13 km    | 12 juin 1999      | 1 h 4 min 27 s  |
| 3e  | Médaille de bronze | Trophée européen de course en montagne         | 9,4 km   | 4 juillet 1999    | 57 min 43 s     |
|     | Médaille d'argent  | Course de montagne du Kitzbüheler Horn         | 12,9 km  | 29 août 1999      | 1 h 14 min 40 s |

### Piste
| Année | Compétition                           | Lieu       | Place | Épreuve       | Temps          |
| ----- | ------------------------------------- | ---------- | ----- | ------------- | -------------- |
| 1999  | Championnats d'Allemagne d'athlétisme | Leinfelden | 3e    | 10 000 mètres | 34 min 35 s 49 |

## Records
| Épreuve       | Performance     | Date          | Lieu      |
| ------------- | --------------- | ------------- | --------- |
| 3 000 mètres  | 9 min 33 s 83   | 30 avril 1992 | Aichach   |
| 5 000 mètres  | 16 min 32 s 61  | 21 juin 1996  | Cologne   |
| 10 000 mètres | 35 min 57 s 00  | 24 mai 1997   | Osnabrück |
| 10 kilomètres | 35 min 33 s     | 27 avril 1997 | Augsbourg |
| Semi-marathon | 1 h 16 min 32 s | 28 mars 1998  | Potsdam   |